# Zalana
Zalana (en cors Zalana) és un municipi francès, situat a la regió de Còrsega, al departament d'Alta Còrsega. L'any 1999 tenia 128 habitants.

## Demografia
| 1962 | 1968 | 1975 | 1982 | 1990 | 1999 |
| ---- | ---- | ---- | ---- | ---- | ---- |
| 210  | 243  | 210  | 164  | 172  | 128  |

## Administració
| Període | Identitat         | Partit | Qualitat |  |
| ------- | ----------------- | ------ | -------- |  |
| 2001-   | Laurent Marchetti |        |          |  |

## Personatges il·lustres
- Ludovic Giuly (la seva família n'és originària)